# Papstpalast (Avignon)

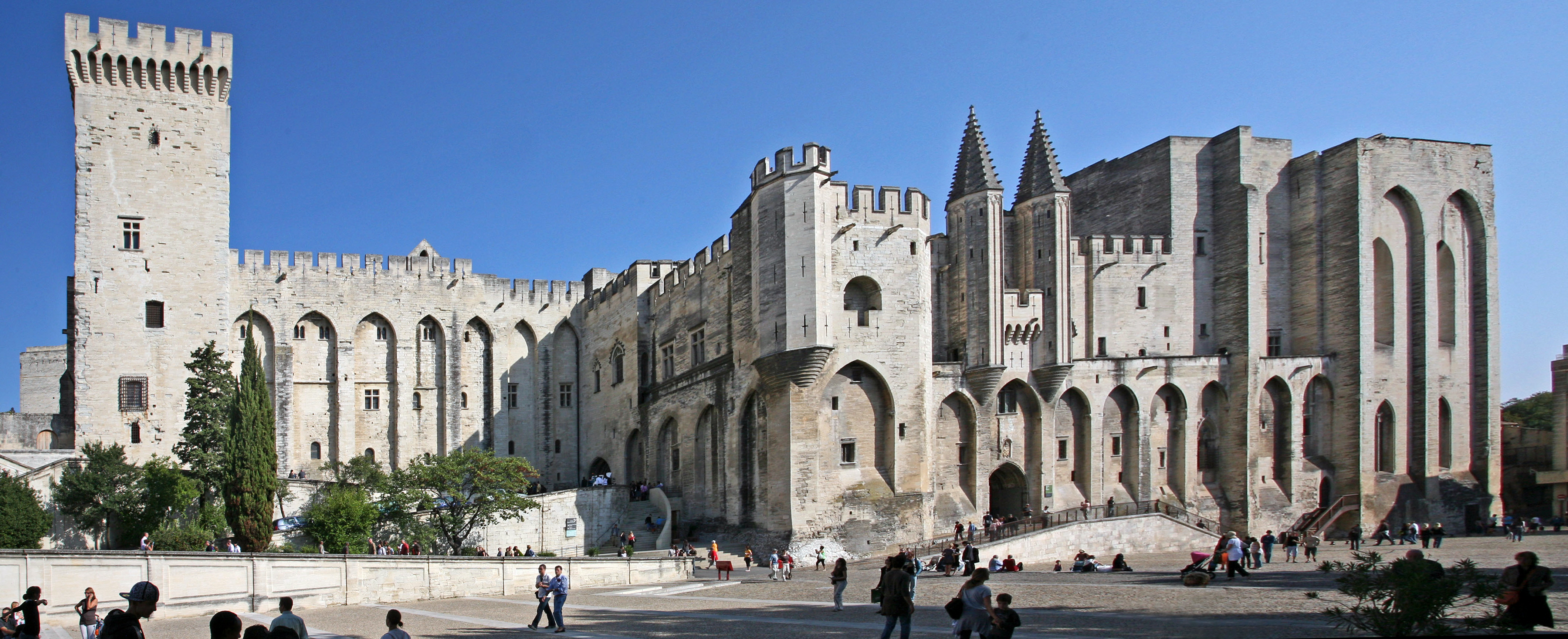
Frontfassade mit Haupteingangstor

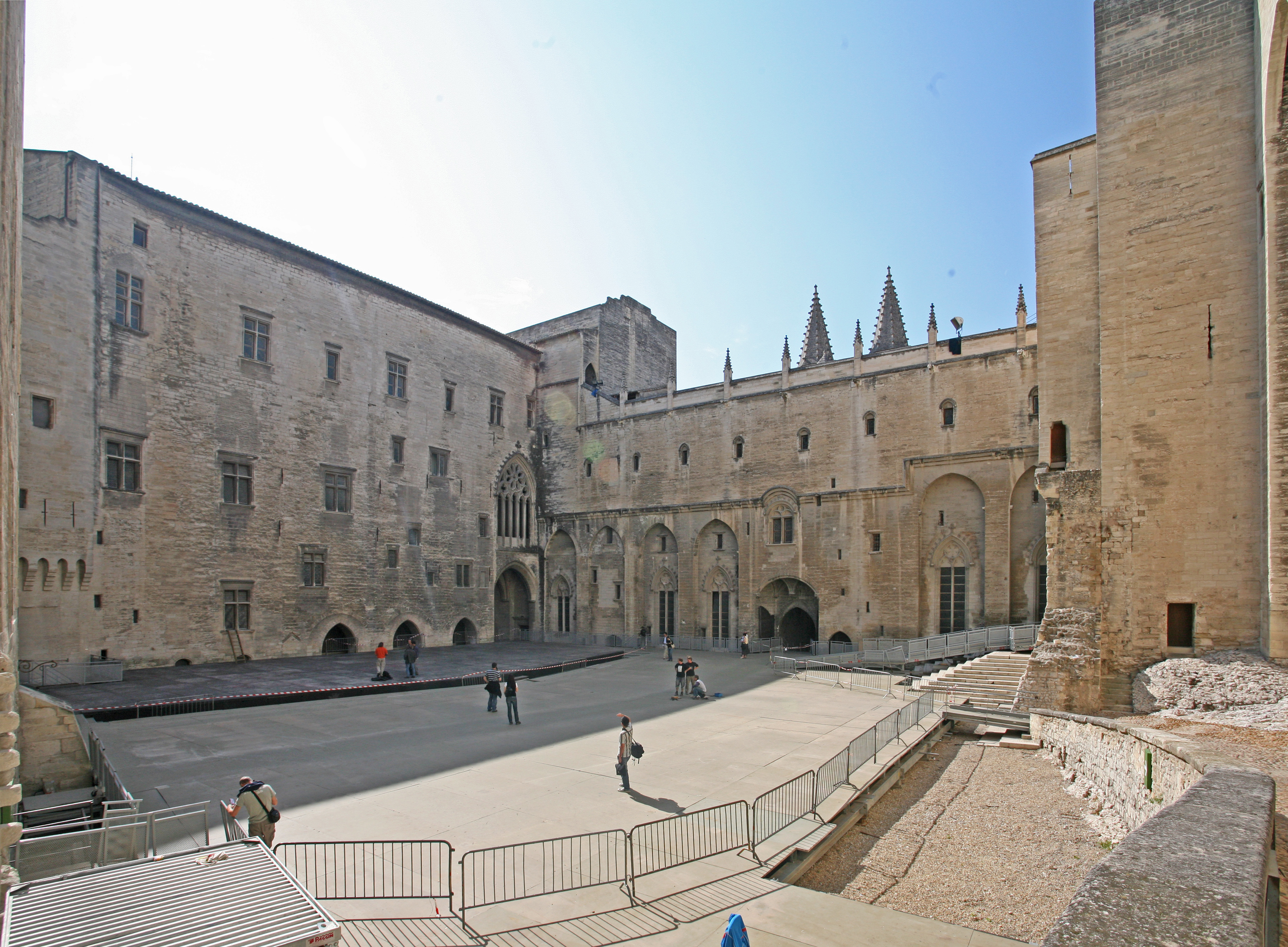
Ehrenhof, Blickrichtung zum Haupteingang

Der Papstpalast zu Avignon (frz. Palais des papes = Palast der Päpste) war zwischen 1335 und 1430 die Residenz verschiedener Päpste und Gegenpäpste. Der Palast gehört mit der Altstadt von Avignon zum Weltkulturerbe. Es ist eines der größten und wichtigsten mittelalterlichen gotischen Gebäude in Europa. Der Ehrenhof des Palastes wurde vom französischen Staat mit dem Europäischen Kulturerbe-Siegel ausgezeichnet.

## Geschichte

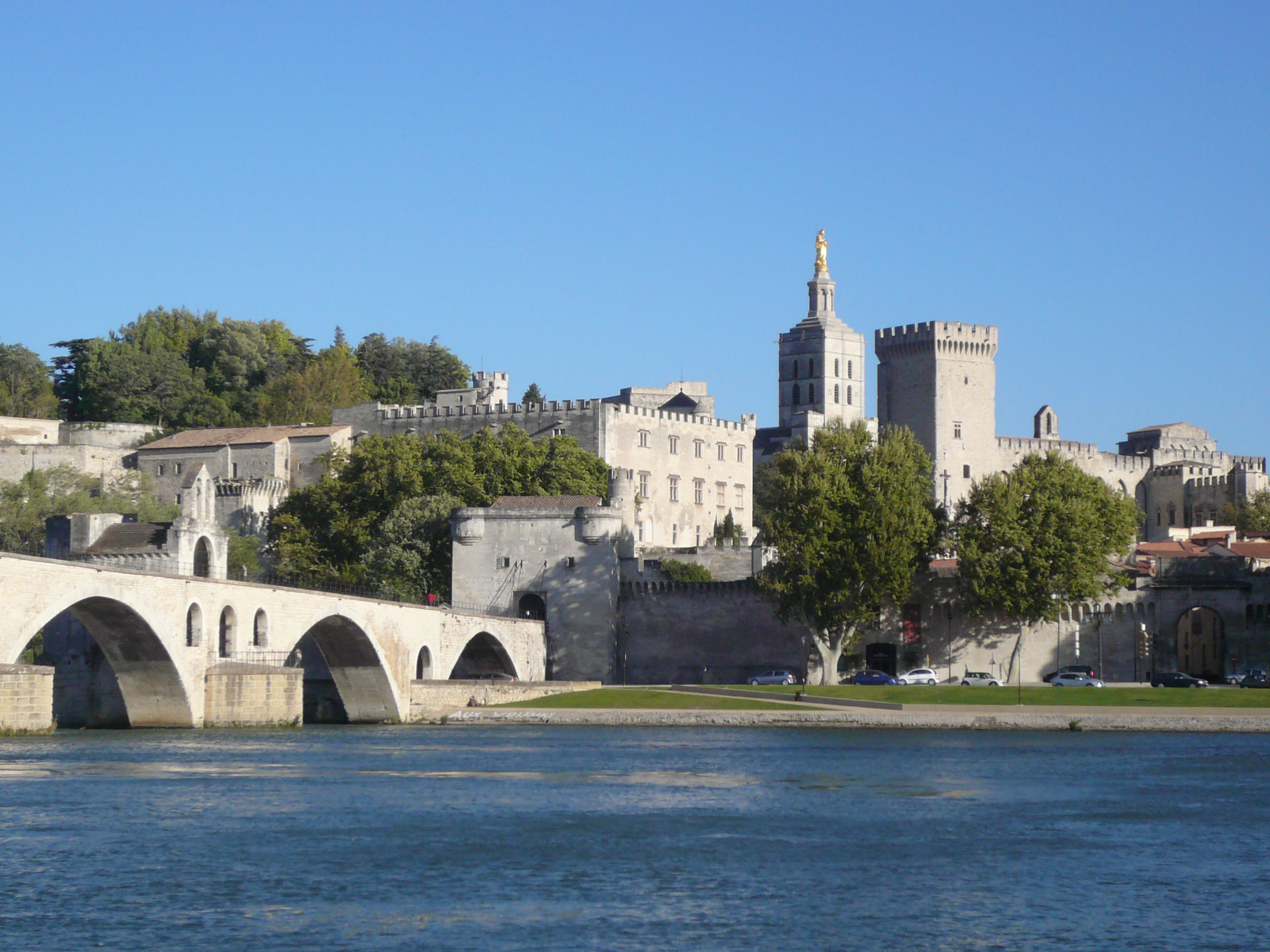
Die oft besungene Rhônebrücke, Kathedrale Notre Dame, Papstpalast

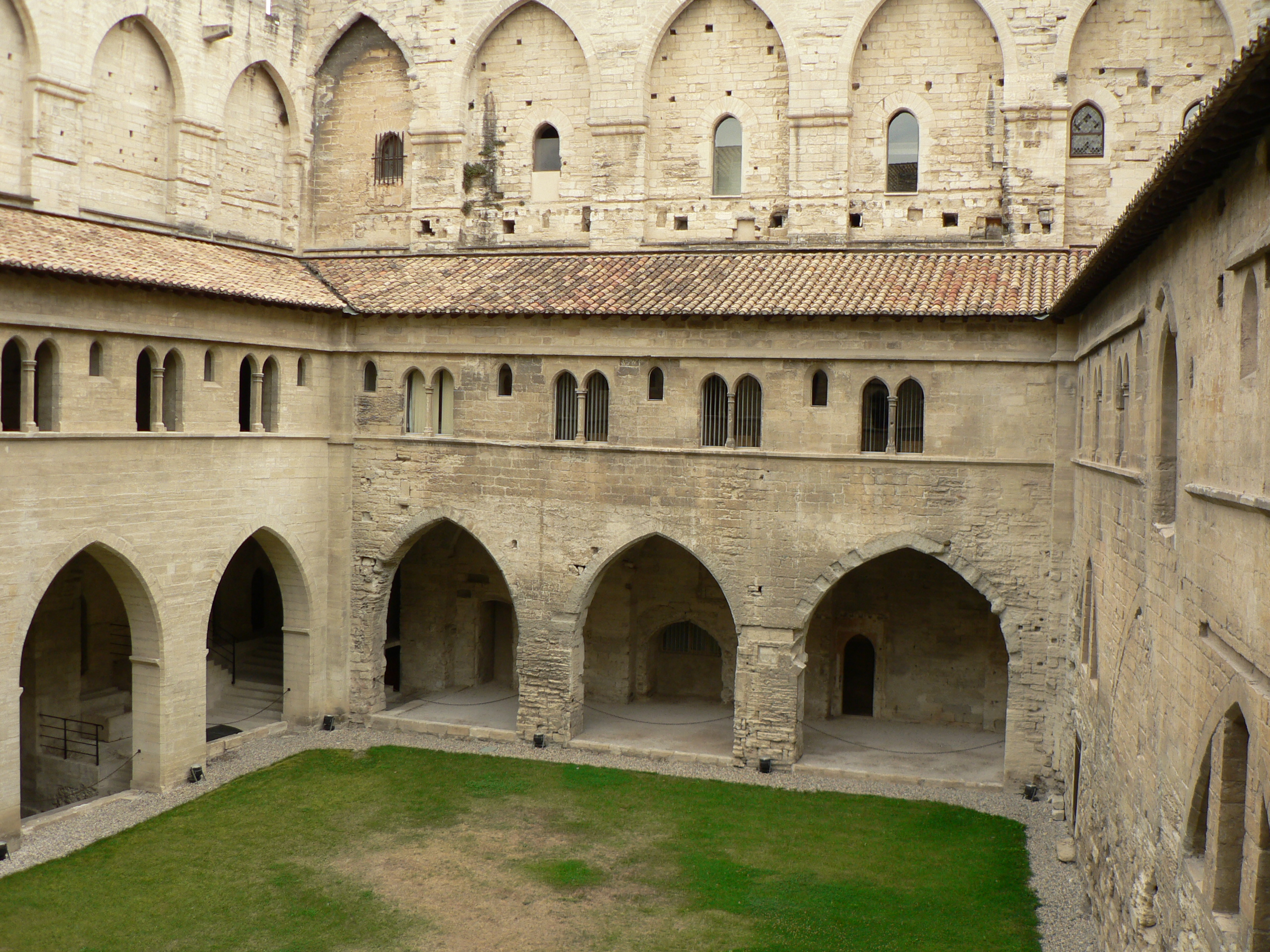
Kreuzgang

Avignon war eine beschauliche Provinzstadt, als sie ab 1309 durch das avignonesische Papsttum zu einem Zentrum der Weltöffentlichkeit wurde. Als Folge dessen änderte sich das Aussehen der Stadt radikal und schnell. Die mächtige Palast-Anlage ist in zwei Bauphasen errichtet worden. Sie sieht auf den ersten Blick wie eine Festung aus, innen gleicht sie eher einem Schloss.

### Vorgeschichte
1304 war Papst Benedikt XI. nach kurzem Pontifikat gestorben, und der französische König Philipp der Schöne wollte aus dem Papsttum ein persönliches Machtinstrument machen. Der französische Einfluss im Kardinalskollegium war damals sehr groß, und so wurde 1305 der Erzbischof von Bordeaux als Papst Clemens V. gewählt, der zu seiner Inthronisation erst gar nicht in Rom erschien, sondern in Frankreich blieb und in Lyon gekrönt wurde. Diese Stadt gehörte zwar nominell zum Heiligen Römischen Reich, stand jedoch damals bereits unter französischem Einfluss. Clemens äußerte wiederholt seinen Willen, nach Italien zu ziehen, hielt sich jedoch aus gesundheitlichen und politischen Gründen ausschließlich in Mittel- und Südfrankreich auf. Auf der Suche nach einer würdigen Residenz wählte man kurz darauf Avignon und machte es zur „größten Baustelle des Jahrhunderts“. Avignon befand sich im Besitz des Grafen der Provence, der als König von Neapel gleichzeitig Vasall des Papstes war, das Comtat Venaissin östlich der Stadt war bereits 1271 an den Papst gefallen.
Clemens V. residierte jedoch nur vorübergehend in Avignon und wohnte im Kloster der Dominikaner. Sein Nachfolger war der 72-jährige Papst Johannes XXII., der von 1310 bis 1312 Bischof von Avignon gewesen war, und den amtierenden Bischof, seinen Nepoten, zum Kardinal und zum Administrator der Diözese erhob, und sich nach seiner pompösen Krönung in Lyon im bischöflichen Palast einrichtete, den er ausbauen und vergrößern ließ. Dieser Palast stand an einem Hang südlich der Kathedrale Notre-Dame-des-Doms.

### Baugeschichte

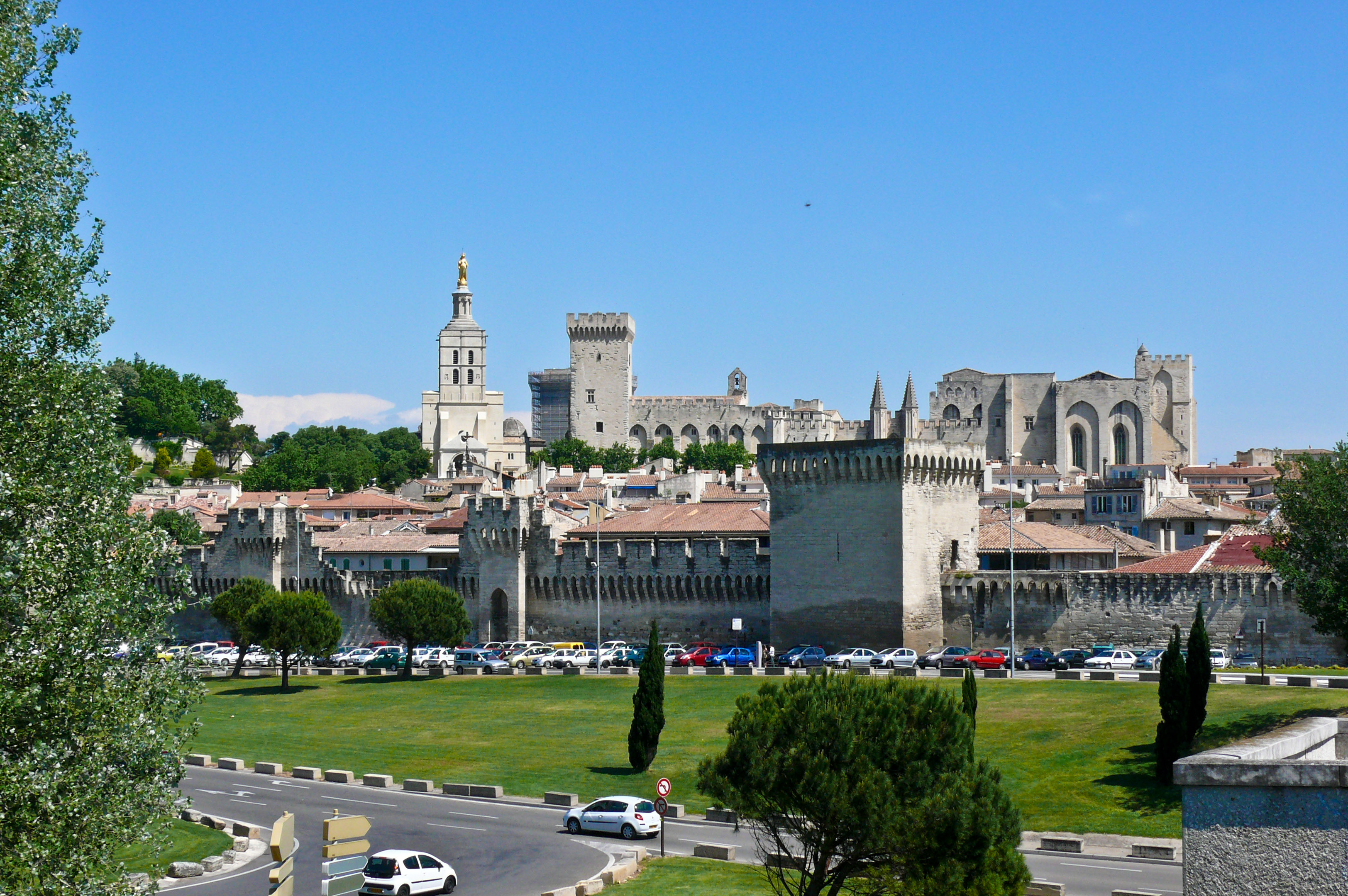
Papstpalast mit Stadtmauer Avignons

Trotz der Verbesserungen erschien dieses „feste Haus“ Papst Benedikt XII. unzureichend. Er erwarb es, ließ es abreißen und an seiner Stelle durch seinen Baumeister Pierre Poisson ab 1335 einen vierflügeligen Palast errichten. Dieser Teil ist heute als alter Palast (Palais vieux) bekannt.
Sein Nachfolger Papst Clemens VI. fügte im Süden und Westen die großen Bauten hinzu, die als Neuer Palast (Palais neuf) bekannt sind. Sein Architekt war Jean de Louvres und sein bestallter Maler Matteo Giovanelli aus Viterbo. Durch die ab 1342 durchgeführten Erweiterungen wurde die Größe des Palastes verdoppelt.
Papst Innozenz VI. vervollständigte und sicherte das Werk Clemens VI. nach 1352. Urban V. ließ während seines Pontifikats 1362 bis 1370 in den Gärten im Osten des Palastes die „Roma“ errichten. Schon er versuchte, wieder nach Italien zurückzukehren, doch erst Papst Gregor XI. gelang es, sich gegen den französischen König durchzusetzen und 1377 den Sitz zurück nach Rom zu verlegen. Da die französischen Kardinäle mit der Wahl seines Nachfolgers Urban VI. unzufrieden waren, wählten sie Clemens VII. zum Gegenpapst, der erneut von Avignon aus sein Amt ausübte. Mit dieser Wahl setzte das Große Abendländisches Schisma ein, das zur Spaltung der katholischen Kirche führte und erst wieder mit dem Konzil von Konstanz 1414 beendet wurde. Als letzter von zuletzt drei gegeneinander konkurrierenden Päpsten übte Benedikt XIII. von 1394 bis 1417 sein Pontifikat in Avignon aus. Insgesamt residierten sieben römische Päpste im Palast, außerdem zwei Gegenpäpste, die nicht von der katholischen Kirche anerkannt wurden.
Danach diente der Palast nur noch als Sitz des päpstlichen Vize-Legaten, der die Enklave des Heiligen Stuhls regierte, die aus den beiden Grafschaften Avignon und Venaissin bestand. Die päpstliche Herrschaft endete mit der Französischen Revolution. Im Zuge der Revolution wurde der Palast beschlagnahmt, ein Teil in eine Kaserne umgewandelt und den Pionieren zugewiesen. Zwischen 1881 und 1900 befand sich in der nunmehr nach dem General Jean Étienne Benoît Duprat „Caserne Duprat“ genannten Anlage ein Infanterieregiment.

## Architektur und Ausstattung

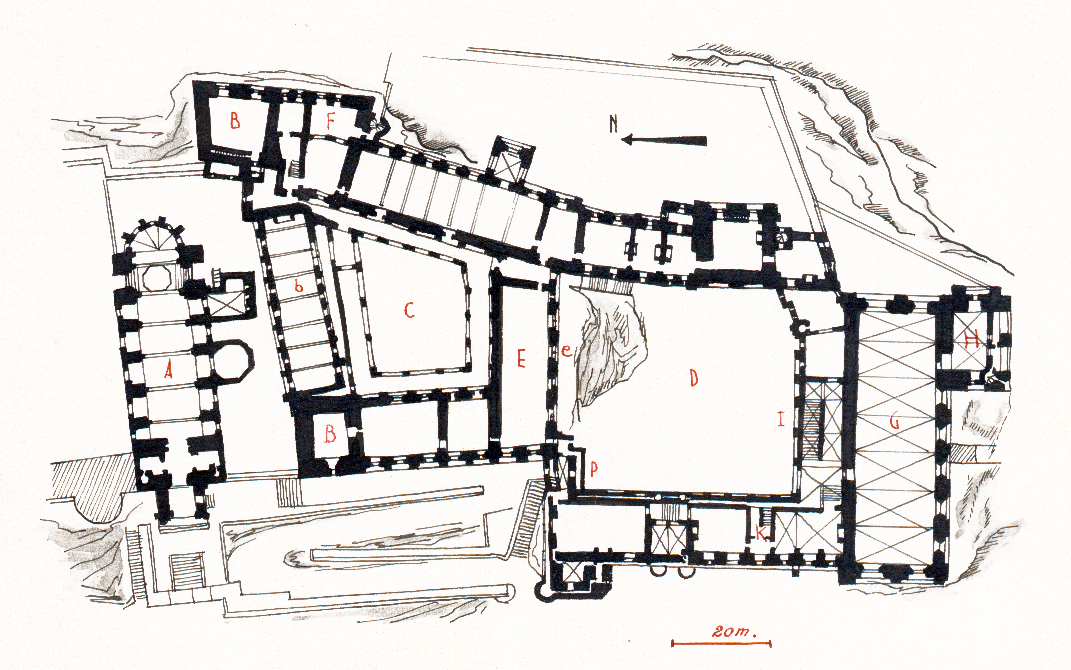
Grundriss

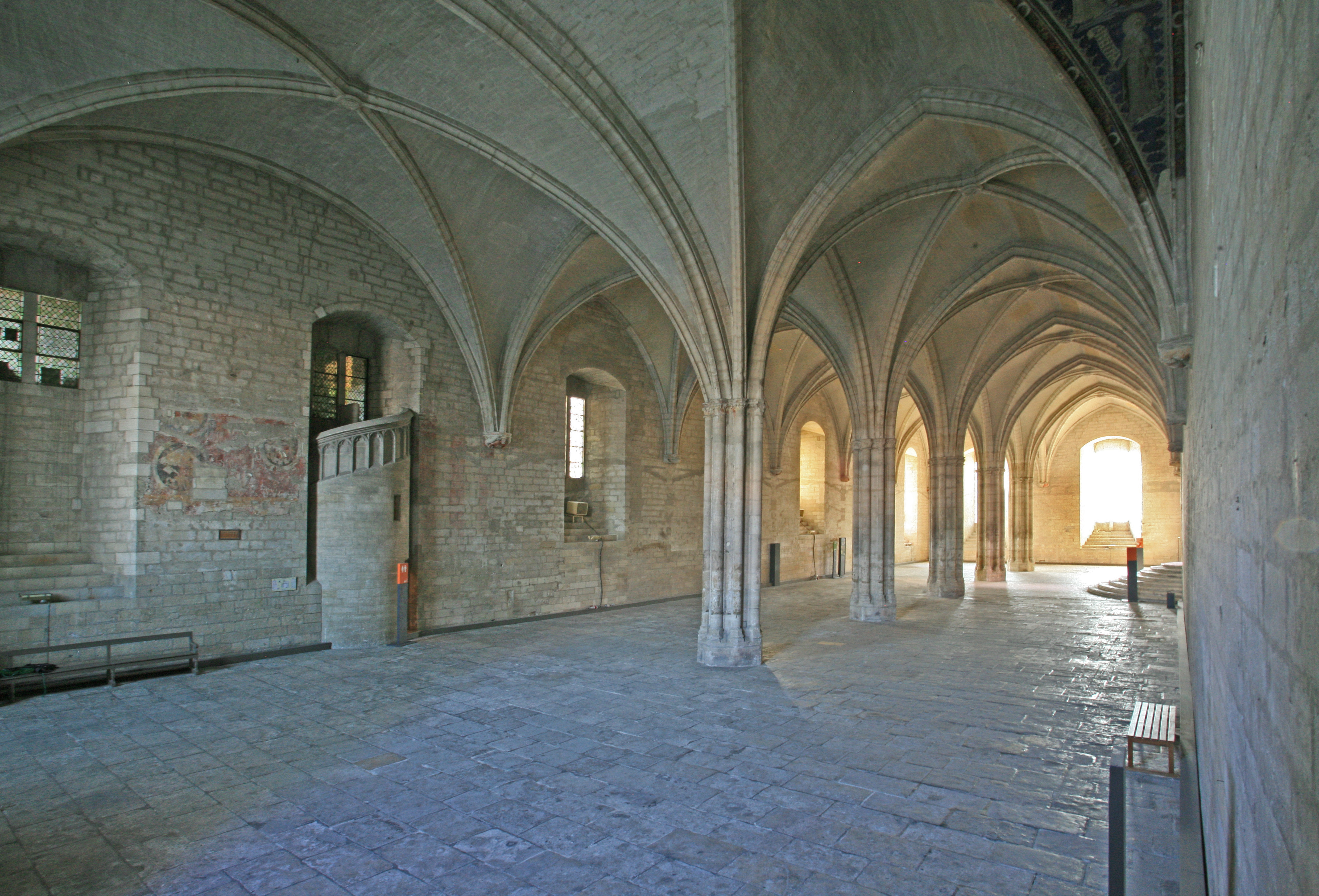
Audienzsaal

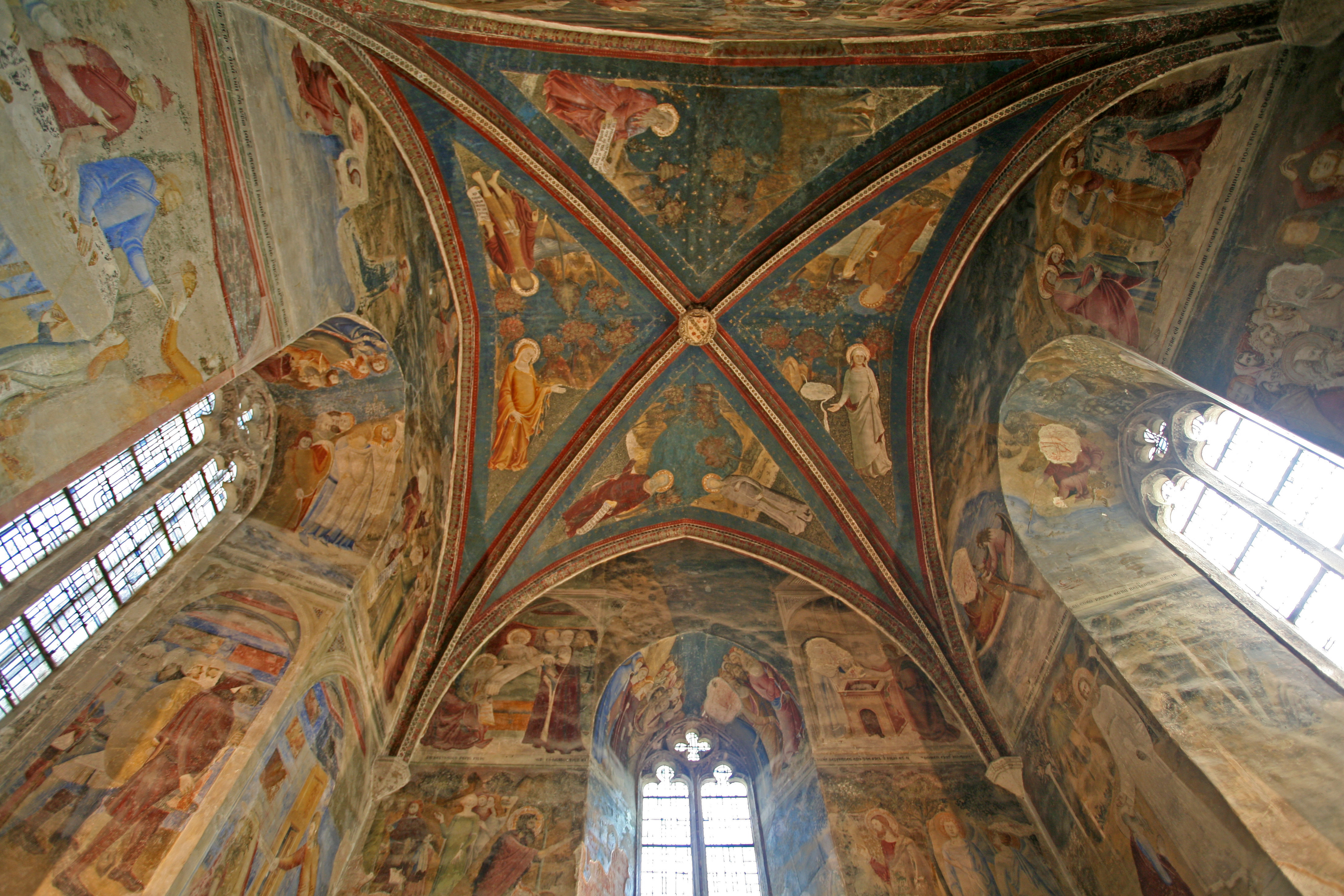
Kapelle St. Jean

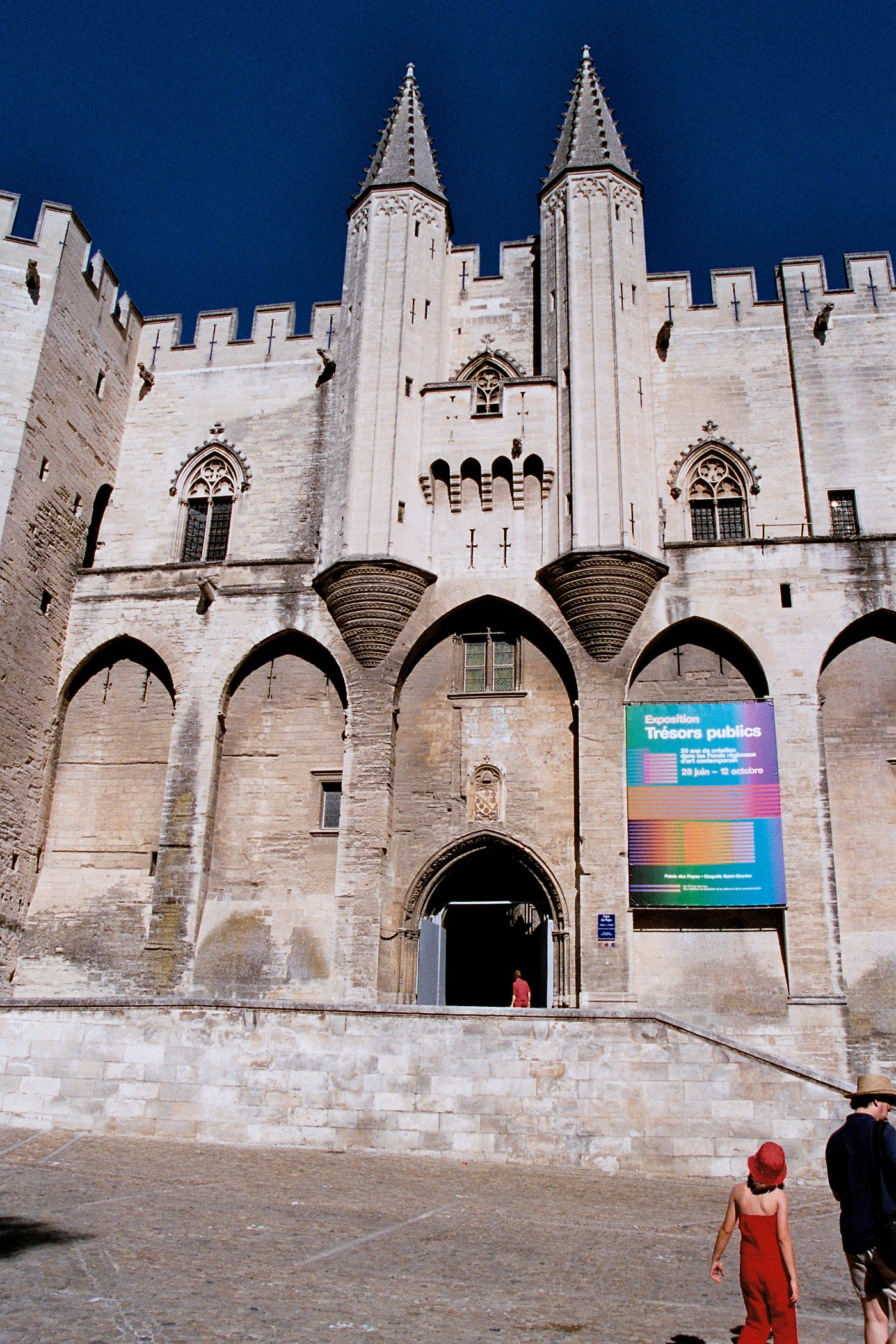
Eingangstor, darüber kurzer mit Maschikulis bestückter Wehrgang

Der Papstpalast ist  unterteilt in den Alten Palast (erbaut 1334–1342) und den Neuen Palast (erbaut 1342–1370). Mit seinen ungefähr 15.000 m² Nutzfläche ist er eines der größten Feudalschlösser seiner Zeit. Die ganze Anlage ist sehr kompliziert mit ineinander verschachtelten Raumsystemen.
Der Palast steht unübersehbar in der architektonischen Tradition des Festungsbaues. Die massive, abweisende Fassade zeigt zahlreiche Schießscharten in der charakteristischen Kreuzform. Die waagerechte Öffnung diente der Auflage für die schweren Gewehre, die senkrechte der Bewegung des Gewehrlaufes nach unten auf die Angreifer. Im oberen Bereich gibt es große Pechnasen. Der Baugrund des Palasts besteht aus massivem Felsgestein. Auch dies war im 13. Jahrhundert nicht unwichtig, denn es gab zu jener Zeit zahlreiche erfolgreiche Versuche, eine Burg mit Hilfe unterirdischer Gänge zu erobern.
Der Ehrenhof genannte Innenhof des Neuen Palasts ist so groß, dass auch ausgedehnte künstlerische Veranstaltungen problemlos durchgeführt werden können. Das sich nach außen wie eine Festung gebende Gebäude ist im Inneren eindeutig ein Schloss, und das sollte es nach dem Willen der Päpste auch sein. Die Säle im Innern sind in der Regel sehr groß und, als Folge der Zerstörungen während der Französischen Revolution, ihrer einstmals kostbaren Möblierung weitgehend entkleidet. 1810 wurde der Palast zur Kaserne, was das Ende für die noch verbliebenen Kunstschätze bedeutete. Zahlreiche Fresken wurden abgenommen und in Bruchstücken an Antiquitätenhändler verkauft. Die leeren Räume werden heute notdürftig mit Wandteppichen und Papstporträts dekoriert.
Der Konsistoriensaal befindet sich auf dem Niveau des Innenhofes des Alten Palasts und hat eine Größe von 34 × 10 Meter. In diesem Saal tagte zur Zeit des Schismas das oberste Tribunal der Christenheit. Des Weiteren wurde Birgitta von Schweden hier heiliggesprochen und Cola di Rienzi verurteilt. Der sogenannte Jesussaal verbindet das Konsistorium mit dem Papstturm. In der Sakristei wurde auch die päpstliche Korrespondenz aufbewahrt. Der Raum des Kämmerers mit in den Boden eingelassenen Tresoren befindet sich direkt unter dem Raum des Papstes, die beiden Etagen sind durch eine Treppe miteinander verbunden. Eine weitere Treppe führt hinab in die Große Schatzkammer, den Sitz der päpstlichen Finanzverwaltung, sowie den eigentlichen Tresorraum im zweiten Stock des Papstturms.
Der Speisesaal (Grand Tinel) des Papstes im oberen Geschoss des Alten Palasts über dem Konsistorium besitzt ein großes Tonnengewölbe aus Holz, das nach einem Brand 1413 wiederhergestellt wurde. Er hat eine Länge von 48 Meter und eine Breite von zehn Metern, wodurch eine sehr große Gesellschaft fürstlich verköstigt werden konnte. Die Tatsache, dass ausgerechnet der Speisesaal der größte Raum des Palastes ist, ist bezeichnend für die Situation der Kurie im 14. Jahrhundert. An der Nordseite des Speisesaals befindet sich der Zugang zur Küche (Magna coquina), die 1342 im neu erbauten Küchenturm entstand und durch einen pyramidenförmigen, 18 Meter hohen Rauchfang beeindruckt.
Es gibt im Papstpalast mehrere Kapellen, darunter die Kapelle St-Jean. Hier sind die mittelalterlichen Fresken teilweise erhalten. Bis zur Höhe von zwei Meter wurden die Fresken jedoch abgetragen und verkauft. Lediglich der höher liegende Bereich ist erhalten. Es wurde früher vermutet, die Fresken des Gewölbes habe Simone Martini, der nachweislich in Avignon gewesen ist, geschaffen. Mittlerweile neigt man aber eher dazu, sie seinem Schüler Matteo Giovannetti zuzuordnen.
Aus kunstgeschichtlicher Sicht ist das sogenannte Hirschzimmer („Chambre du cerf“), das 1343 mit weltlichen Jagdszenen ausgemalt wurde, einer der wichtigsten Räume. Während die anderen Säle ausschließlich mit religiösen Themen geschmückt waren, wurde in dem Raum mit quadratischem Grundriss ein profanes Thema dargestellt, das damals sehr populär war: die Jagd in ihren verschiedenen Gattungen – von der Falkenjagd bis zur Jagd mit den Hunden. Seinen Namen erhielt das Zimmer von einer Darstellung an der Westseite, die einen jagenden Windhund zeigt, wie er einen Hirsch mit den Zähnen reißt. Die Nordwand hingegen schmückt eine Szene der Angeljagd mit vier an einem Fischweiher gruppierten Personen. Der Maler dieser 1343 entstandenen Fresken ist unbekannt.
Die Nördliche Sakristei stellt den Übergang zum Neuen Palast dar, von hier aus führte eine unter Innozenz VI. erbaute Brücke über den Ehrenhof, die im 19. Jahrhundert zerstört wurde. Der zentrale Raum dieses Gebäudeteiles ist die 52 × 19 Meter messende Große Kapelle (Magna Capella), die zu Pfingsten 1351 von Clemens VI. eingeweiht wurde. Darunter befindet sich die Audienzhalle (Audientia nova), die niedriger und durch 5 Pfeiler gegliedert ist, dort tagte das päpstliche Gericht. Bemerkenswert ist ein 1353 von Matteo Giovannetti fertiggestelltes Fresko, das zwanzig Propheten, Könige und Patriarchen des Alten Testaments darstellt. Der Zugang zur Großen Kapelle erfolgte über eine zweiteilige, langgestreckte Treppe und die Magna Porta, die in der Revolutionszeit und im 19. Jahrhundert stark beschädigt wurde. Vom rekonstruierten Fenster am Ende des Treppenaufgangs aus erteilte der Papst den im Hof versammelten Gläubigen seinen Segen.
Durch die Rückkehr der Päpste nach Rom 1377, wo ihnen der Lateran und der Apostolische Palast im Vatikan zur Verfügung standen, wurde in weitere bauliche Veränderungen des Papstpalastes in Avignon, nunmehr zunächst Sitz mittelloser Gegenpäpste, dann Verwaltungssitz, nicht mehr viel Geld investiert, sodass das Gebäude weitestgehend in seinem mittelalterlichen Zustand erhalten blieb. Er ist daher − neben dem Dogenpalast in Venedig − der einzige große Herrscherpalast Europas, der bis heute den Charakter einer mächtigen mittelalterlichen Residenz bezeugt − seine zeitgenössischen Gegenstücke, vor allem die französische Königsresidenz Palais de la Cité in Paris, die englische Königsresidenz Palace of Westminster in London und der Coudenberg-Palast der Burgunderherzöge in Brüssel sind fast gänzlich verschwunden, aber auch die Wiener Hofburg, die Prager Burg, die Krakauer Königsburg Wawel, die norwegische Königsburg Akershus, die schottische Königsresidenz Edinburgh Castle und andere wurden später so stark überformt, dass sie ihren mittelalterlichen Charakter weitgehend verloren haben; allenfalls einzelne Flügel aus dieser Zeit sind noch übrig, wie beim Palazzo dei Normanni in Palermo, der sizilianischen Königsburg, aber keine authentischen Gesamtanlagen.

## Päpste und Gegenpäpste, die im Palast residierten
1. Benedikt XII. (1334–1342)
2. Clemens VI. (1342–1352)
3. Innozenz VI. (1352–1362)
4. Urban V., der Glückliche (1362–1370)
5. Gregor XI. (1370–1378)
6. Clemens VII. (Papst der avignonesischen Obödienz, 1378–1394)
7. Benedikt XIII., „Papa Luna“ (Papst der avignonesischen Obödienz, in Avignon von 1394 bis 1408)

## Ausstellungen im Palais des papes
Seit 1947 sind im Papstpalast regelmäßig Ausstellungen zu sehen. Die Tradition wurde durch den Kunstkritiker Christian Zervos und den Dichter René Char gegründet, die im Papstpalast 1947 eine Ausstellung u. a. von Henri Matisse, Pablo Picasso, Georges Braque und Piet Mondrian organisierten. Seither waren etwa zwei Ausstellungen Picassos (1970 und 1973) oder in jüngerer Vergangenheit die umfangreiche Ausstellung „La beauté in fabula“ (2000) und eine Einzelausstellung Miquel Barcelós (2010) zu sehen. Im Jahr 2014 wurde eine Retrospektive Stefan Szczesnys gezeigt.